# 斧镐

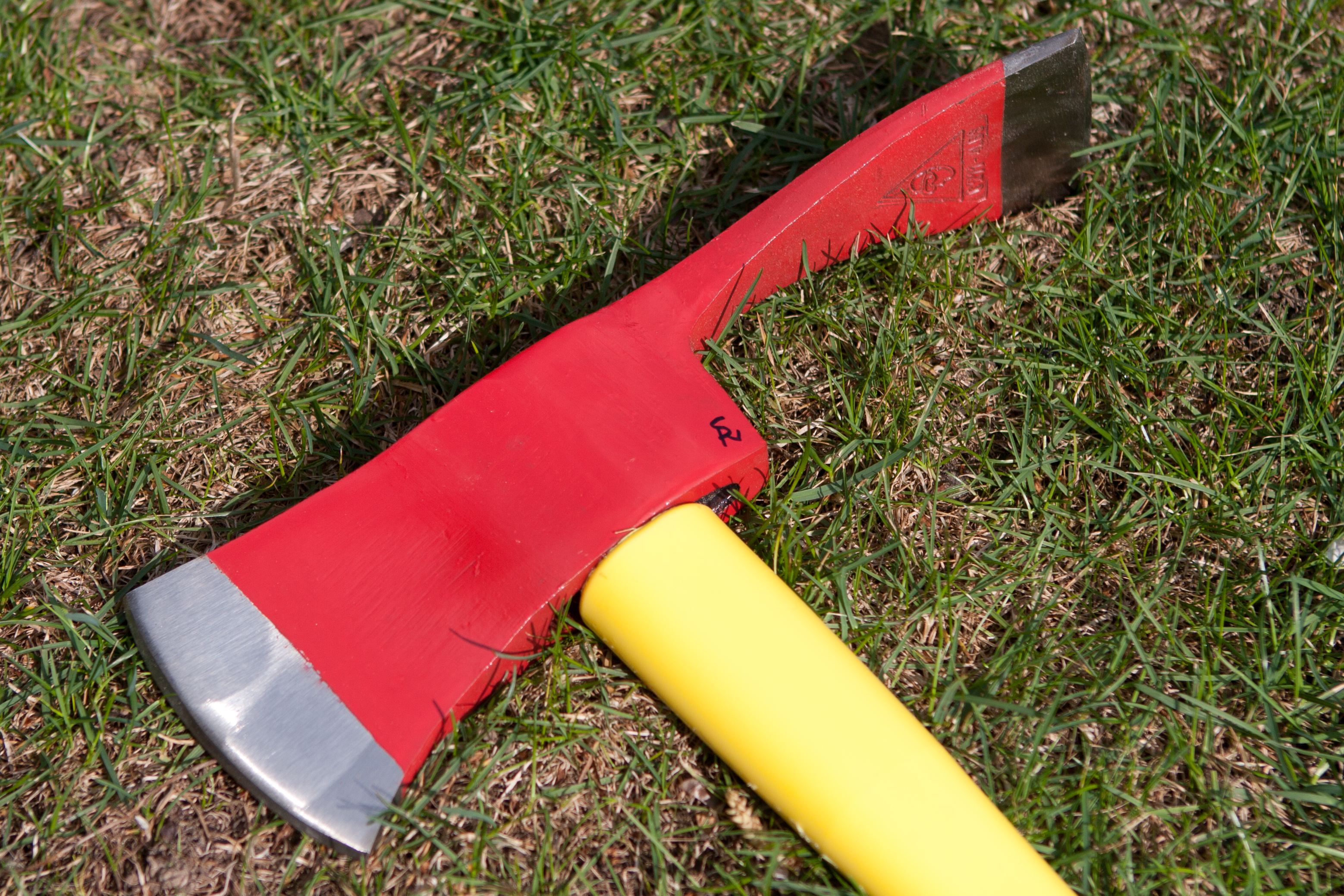
Nupla PA375-LESG 斧镐头部

斧镐（英語：Pulaski）是一种特殊的手用工具，用于扑灭山火。该工具将斧头与锛子融合成了一个工具。斧镐在开凿防火道时极为灵活，既可用来凿泥，也可用来伐木。此外，斧镐也可以用来做小径建设、园地栽培等多项户外工作。